# Janusaurus
Janusaurus es un género extinto de ictiosaurio oftalmosáurido cuyos restos se han encontrado en rocas del Jurásico Superior  en el Miembro Slottsmøya de la Formación Agardhfjellet en el centro de la isla de Spitsbergen.

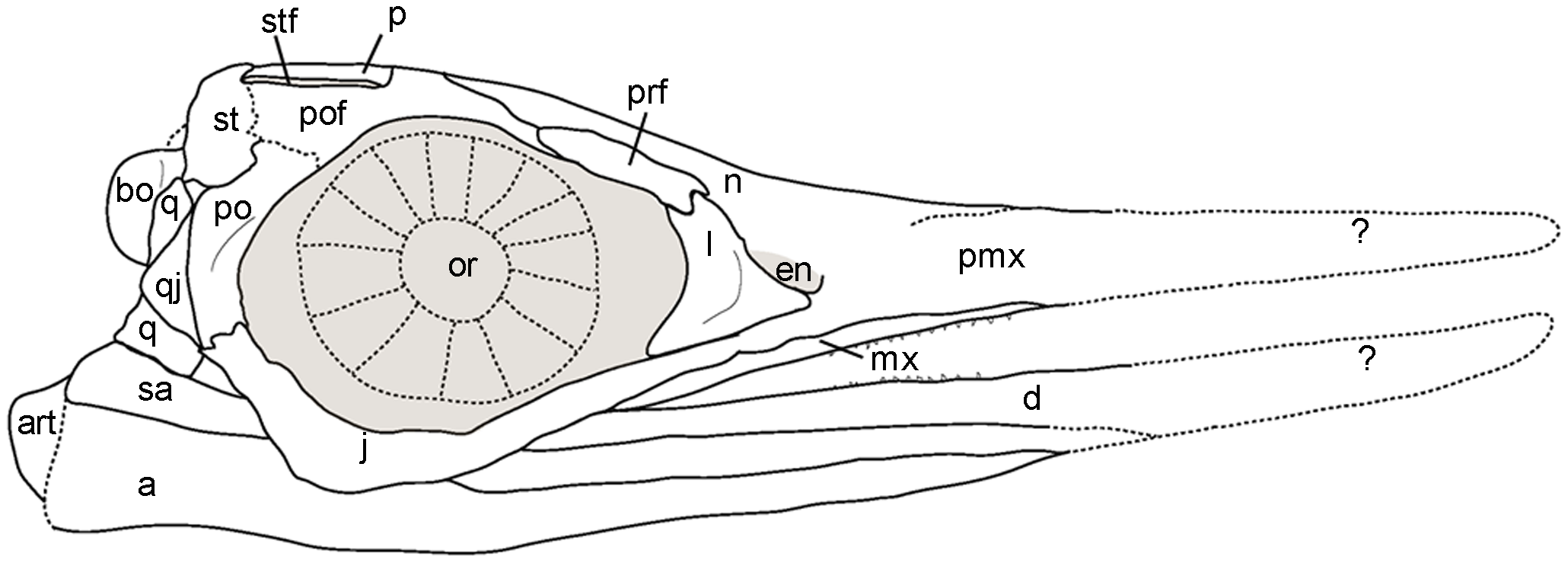
Cráneo reconstruido.